# Перманганат бария
Перманганат бария — неорганическое соединение, соль щелочноземельного металла бария и марганцовой кислоты с формулой Ba(MnO4)2. Получают анодным растворением силикомарганца в электролите, содержащем Ba(OH)2. Перманганат бария образует чёрно-фиолетовые ромбические кристаллы. Хорошо растворимо в воде.